# Fabien Rey
Fabien Rey (* 27. Oktober 1981) ist ein französischer Radrennfahrer.
Fabien Rey gewann 2005 ein Teilstück bei der Volta Ciclista Internacional a Lleida. Im nächsten Jahr war er auf der zweiten Etappe des Grand Prix Chantal Biya in Kamerun erfolgreich. In der Saison 2007 belegte Rey den zweiten Platz bei dem Eintagesrennen Rout de l'Atlantique. 2008 gewann er den Circuit Méditerranéen. Außerdem wurde er beim Grand Prix Chantal Biya einmal Etappenzweiter und einmal Dritter.

## Erfolge
2005
- eine Etappe Volta a Lleida

2006
- eine Etappe Grand Prix Chantal Biya